# Chidambaram
Chidambaram là một thành phố và khu đô thị của quận Cuddalore thuộc bang Tamil Nadu, Ấn Độ.

## Địa lý
Chidambaram có vị trí 11°24′B 79°42′Đ / 11,4°B 79,7°Đ Nó có độ cao trung bình là 3 mét (9 foot).

## Nhân khẩu
Theo điều tra dân số năm 2001 của Ấn Độ, Chidambaram có dân số 58.968 người. Phái nam chiếm 49% tổng số dân và phái nữ chiếm 51%. Chidambaram có tỷ lệ 80% biết đọc biết viết, cao hơn tỷ lệ trung bình toàn quốc là 59,5%: tỷ lệ cho phái nam là 84%, và tỷ lệ cho phái nữ là 76%. Tại Chidambaram, 10% dân số nhỏ hơn 6 tuổi.